# Romain Rolland
Romain Rolland (ur. 29 stycznia 1866 w Clamecy, zm. 30 grudnia 1944 w Vézelay) – francuski pisarz, ojciec powieści rzeki.
Jako żarliwy działacz na rzecz pokoju, współpracy narodów oraz obrony godności ludzkiej, uczestniczył we wszystkich ważnych wydarzeniach społeczno-politycznych swojej epoki. W 1915 otrzymał literacką Nagrodę Nobla w uznaniu za „wielki idealizm jego utworów literackich, współczucie i umiłowanie prawdy, z którą opisuje różne charaktery ludzkie”.
Typowy bohater prozy Rollanda to człowiek na drodze do samowiedzy i doskonałości, „zmagający się z przeciwnościami losu, a mimo wszystko pełen ufności i radości życia”, którego ścieżką duchową pozostaje zawsze optymizm, a celem – ostateczne zlanie się własnego ja z harmonią wszechświata. Kluczową rolę odegrała tu fascynacja autora religiami Dalekiego Wschodu oraz liczne znajomości z jej mistrzami, m.in. z Mahatmą Gandhim czy Rabindranathem Tagore. W swojej eseistyce wyrażał wschodni ideał wiecznego cyklu życia, tryumfu dobra w obliczu zła oraz potrzeby duchowego odrodzenia do „nowego Człowieka”; krytykował hipokryzję, nienawiść na tle religijnym oraz wszelkie formy intelektualnego zniewolenia.

## Życie
Romain Rolland urodził się w Clamecy, w środkowej Francji, w zamożnej rodzinie mieszczańskiej, która w 1880 przeprowadziła się do Paryża. Dzięki tej przeprowadzce Romain mógł później otrzymać staranne wykształcenie. Uczęszczał do elitarnego liceum Louis-le-Grand, wraz z Paulem Claudelem; wykazywał nieprzeciętne zdolności muzyczne, grał na fortepianie. Jako uczeń liceum przeżył głęboki kryzys duchowy, w wyniku którego utracił wiarę.
Po ukończeniu liceum, za namową matki podjął studia historyczne w École normale supérieure, które ukończył w 1889. Przez następne dwa lata przebywał na stypendium w Rzymie; tam zafascynowany dziełami Williama Szekspira oraz dzięki perswazji Malwidy von Meysenbug zaczął pisanie dramatów historycznych.
W 1890 na krótko powrócił do Francji, a w 1892 ponownie zamieszkał w Rzymie, gdzie zajął się zbieraniem materiałów do swoich dwóch prac doktorskich: z muzykologii (Historia opery w Europie przed Lullyim i Scarlattim) i historii sztuki (Przyczyny upadku malarstwa włoskiego w XVI w.). W 1894 obronił pierwszy w historii Sorbony doktorat z dziedziny muzykologii i objął (stworzoną specjalnie dla niego) katedrę muzykologii na tym uniwersytecie.
Po uzyskaniu tytułu doktora historii sztuki wykładał również w École Normale Supérieure.
W następnych latach Rolland zawarł znajomość z katolickim poetą, Charlesem Péguy, dzięki któremu zadebiutował na łamach Cahiers de la Quinzaine.
W 1913 Rolland jako autor Jana Krzysztofa otrzymał dwie prestiżowe nagrody: Wielką Nagrodę Akademii Francuskiej (1913) oraz literacką Nagrodę Nobla (1915). Ceremonia wręczenia Nagrody Nobla nie odbyła się jednak w tym roku z powodu trwania I wojny światowej, w czasie której pisarz przebywał w neutralnej Szwajcarii.
Po zakończeniu wojny Rolland chwilowo zaprzestał działalności literackiej, a zajął się wystąpieniami publicznymi, w których oponował przeciw konfliktom zbrojnym państw oraz nierówności społecznej. Podobnie jak wielu lewicowych intelektualistów francuskich owego czasu, sympatyzował wówczas z nowo powstałym państwem komunistycznym, Związkiem Radzieckim, mówiąc o rzekomym „pokoju przez rewolucję”. W 1927 Rolland stanął na czele Międzynarodowego Komitetu Antyfaszystowskiego.
W 1931 Rollanda w jego mieszkaniu w Szwajcarii odwiedzili kolejno: Gandhi oraz Rabindranath Tagore.
Kiedy wybuchła II wojna światowa prokomunistyczne wystąpienia pisarza spotkały się z surową krytyką ze strony rządu Vichy, w związku z którą Rolland przebywał w Vézelay w areszcie domowym.
Zmarł w 1944 na gruźlicę w Vézelay, w wieku 78 lat.
Rolland był wielkim miłośnikiem muzyki; do jego ulubionych kompozytorów należeli Louis-Nicolas Clérambault, George Frideric Handel i Ludwig van Beethoven. Napisał biografie tych trzech twórców. Współczesny mu kompozytor Richard Strauss był jego przyjacielem. Rolland utrzymywał również bliskie stosunki z Maksymem Gorkim, Rabindranathem Tagore, Hermannem Hessem oraz Mahatmą Gandhim.

## Twórczość
Romain Rolland karierę literacką rozpoczął w 1897, od napisania pierwszego tomu cyklu dramatycznego Tragedia wiary – Święty Ludwik. W następnych latach powstały dwie kolejne sztuki teatralne podporządkowane starannie przemyślanej idei cyklu: Aert (1898) i Tryumf rozumu (1899). Utwory te przeszły praktycznie bez echa; wzorowane były często na twórczości Henryka Ibsena; osadzone w realiach późnego Renesansu opowiadały zwykle o nieprzystosowaniu społecznym genialnej jednostki (artysty, outsidera czy wrażliwca). W tym czasie pisarz stworzył oryginalną koncepcję teatru, który miałby wychować widza w duchu humanizmu, kształtować jego wrażliwość na dobro, piękno oraz prawdę. Teatr taki oparty miał być o „edukacyjne” zestawienie wzorców i antywzorców, najlepiej zaczerpniętych z rzeczywistych zdarzeń historycznych. Taki charakter miało choćby trzyczęściowe dzieło dramatyczne, Teatr rewolucji (Wilki, 1898; Danton, 1900; 14 lipca, 1902). W rok później powstał natomiast manifest programowy teatru Rollanda, Teatr ludowy, szkic o estetyce teatru nowego. Broszura ta miała również inny cel: wytłumaczenie dotychczasowego niepowodzenia dzieł Rollanda oraz próbę ich wypromowania. Działalność literacka Romaina Rollanda z tego okresu charakteryzowała się głębokim zainteresowaniem historią Francji (zwłaszcza epoką średniowiecza, XVI oraz XVIII wiekiem), ze skłonnością do jej monumentalizacji.
W późniejszym czasie Rolland zajął się pisaniem monografii słynnych artystów i myślicieli: Michała Anioła, Ludwiga van Beethovena, Lwa Tołstoja, które weszły w skład cyklu Żywoty sławnych mężów (8 tomów). Szybko jednak pisarz zraził się do tej formy literackiej, uznając ją za nie dość pojemną i nie odpowiadającą jego rzeczywistym aspiracjom.
W latach 1904–1912 powstawała dziesięciotomowa monumentalna powieść rzeka Jan Krzysztof, dzięki której autor uhonorowany został Literacką Nagrodą Nobla. Utwór nakreśla obraz genialnego muzyka niemieckiego Jana Krzysztofa Kraffta, dokładnie opisując jego życie – od momentu narodzin, aż do śmierci. Cechujące się surowym stylem dzieło skupia się tym samym na duchowych rozterkach i życiowych niepowodzeniach wrażliwego artysty, który ostatecznie znajduje szczęście w odosobnionym zakątku Szwajcarii. Zdaniem krytyków, postać Kraffta stanowi syntezę samego Rollanda oraz Beethovena.
Zupełnie inny wydźwięk ma, składająca hołd mentalności ziemi burgundzkiej, powieść Colas Breugnon (1919). Autor dał w niej wyraz panteistycznej i hedonistycznej radości życia oraz wizji relacji międzyludzkich opartej na pacyfizmie, wzajemnym szacunku, poczuciu humoru i prostocie. Utwór utrzymany został w pogodnym tonie, epatując ludowym spojrzeniem na świat, rubasznością i dowcipem w stylu prozy François Rabelais’go. Colas Breugnon jest jednocześnie swoistym pastiszem powieści historycznych, w których lubował się pisarz we wczesnej fazie swojej twórczości (można to odnieść chociażby do cyklu dramatycznego Teatr rewolucji). Patronem tego etapu swojej literackiej działalności ogłosił Rolland świętego Marcina, patrona Clamecy. Jak głosi motto powieści:
Święty Marcin pije wino,

Wodę pozostawia młynom.
W latach 1922–1934 Rolland pisał swoje ostatnie dzieło, siedmiotomową powieść Dusza zaczarowana, która nie zdobyła już takiego rozgłosu jak Jan Krzysztof oraz Colas Breugnon. Przez ówczesną krytykę literacką została wręcz odrzucona i nazwana piramidą pustosłowia, przez co Rollanda zwykło się postrzegać jako autora dwóch znaczących dzieł.

## Pacyfizm Romaina Rollanda
Zarówno przed, jak i po I wojnie światowej Romain Rolland był aktywnie włączony w ruch pacyfistyczny oraz współpracę narodów; walcząc w obronie człowieka i sprawiedliwości społecznej włączał się we wszystkie ważne wydarzenia swojego wieku. Napisał szereg broszur i odczytów antywojennych (np. Ponad zamętem, 1915), w których nawoływał do głębszego poczucia humanizmu. Głośno krytykował pacyfistów, którzy po 1914 zmienili swoje poglądy na militarystyczne. Jednocześnie hołdował ideom komunistycznym, głosząc możliwość dojścia do „pokoju przez rewolucję”. Z zostawionych w czasie aresztu w Vézelay (okres trwania II wojny światowej) zapisków wynika jednak, że w ostatnich latach życia pisarz porzucił swoją dotychczas nieugiętą postawę pacyfistyczną i stał się zwolennikiem czynnej walki z Niemcami.
Rolland występował również przeciw faszyzmowi, w 1927 stanął na czele Międzynarodowego Komitetu Antyfaszystowskiego.

## Romain Rolland w oczach krytyki współczesnej
Krytyka współczesna w dalszym ciągu dość wysoko ceni dorobek artystyczny Romaina Rollanda; jednocześnie jednak mówi, iż większy wpływ na współczesnych wywierała osobowość Rollanda i jego idee niż książki, które pisał. Zdaniem wielu znawców, pisarz przejdzie do historii jako działacz publiczny i obrońca praw człowieka, spychając swoją twórczość na dalszy plan, a szanse na przetrwanie w pamięci potomnych ma jedynie Colas Breugnon.

## Romain Rolland w Polsce
Na język polski tłumaczyli Rollanda Leopold Staff, Jadwiga Sienkiewicz i Franciszek Mirandola. Polskie wydania jego dzieł ukazywały się staraniem m.in. Julii Hartwig. Trzy tytuły (Dusza zaczarowana, Jan Krzysztof i Wycieczka w krainę muzyki przeszłości) – łącznie 14 tomów i wydań – opublikowało w latach 20. i 30. XX w. Wydawnictwo Polskie R. Wegnera w ramach serii „Biblioteka Laureatów Nobla”.
W Polsce powstało również wiele monografii życia i twórczości Rollanda, np. autorstwa Zofii Karczewskiej-Markiewicz i Adama Kotuli.

## Dzieła
- Aert (dramat, 1898)
- Les Loups (dramat, 1898)
- Danton (dramat, 1898)
- Vie de Beethoven (biografia Ludwiga van Beethovena, 1903)
- Vie de Michelange (biografia, 1905)
- Haendel (biografia Georga Friedricha Händla, 1910)
- Vie de Tolstoï (biografia Lwa Tołstoja, 1911)
- Jean-Christophe (Jan Krzysztof, powieść, 10 tomów, 1904-1912)
  - I. L'Aube (Świt, 1904)
  - II. Le Matin (Poranek, 1904)
  - III. L'Adolescent (Chłopiec, 1904)
  - IV. La Révolte (Bunt, 1905)
  - V. La Foire sur la place (Targowisko, 1908)
  - VI. Antoinette (Antonina, 1908)
  - VII. Dans la maison (Dom, 1908)
  - VIII. Les Amies (Przyjaciółki, 1910)
  - IX. Le Buisson ardent (Krzak gorejący, 1911)
  - X. La Nouvelle Journée (Koniec podróży, 1912)
- Au dessus de la mélée (manifest pacyfistyczny, 1915)
- Colas Breugnon (powieść, 1919)
- Clérambault (1920)
- Mahatma Gandhi (biografia Mahatmy Gandhiego, 1923)
- L'âme enchantée (powieść, 1922-1924)
- Un jeu de l’amour et de la mort (dramat, 1925)
- Le voyage intérieur (autobiografia, 1942)